# Brycinus
Brycinus ist eine Fischgattung aus der Familie der Afrikanischen Salmler (Alestidae). Die Arten leben in Süßgewässern des tropischen Afrika.

## Merkmale
Brycinus-Arten besitzen einen gestreckten, silbrigen Körper und werden 6,3 bis 30 cm lang. Im Unterschied zur Gattung Alestes ist ihre Nickhaut reduziert und nur schwer zu sehen und die Schwimmblase reicht nicht hinter den Anus bis in den Schwanzflossenstiel. Die Schuppen besitzen radiusförmige Vertiefungen, die immer miteinander in Verbindung stehen (nicht bei Alestes). Die Rückenflosse beginnt über oder kurz hinter dem Bauchflossenansatz, mehr oder weniger über der Körpermitte. Bei den Männchen sind die Flossenstrahlen oft verlängert. In beiden Kiefern sitzen zwei Zahnreihen.
Je nach Ausprägung der Fontanelle des vorderen Scheitelbeins lassen sich drei Gruppen innerhalb der Gattung unterscheiden. Bei der B. nurse-Gruppe, deren Arten in den meisten Fällen mittelgroß werden, ist die Fontanelle bei adulten Fischen geschlossen und bei den großen Arten der B. macrolepidotus-Gruppe ist sie schon bei Jungtieren geschlossen. Die Geschlechter können bei der B. nurse-Gruppe wie bei Alestes auch an der Afterflossenform unterschieden werden (bei Männchen konvex, bei Weibchen gerade oder konkav), bei der B. macrolepidotus-Gruppe ist sie in beiden Geschlechtern gleich.

## Lebensweise
Brycinus-Arten leben als Schwarmfische in Seen und Flüssen in mittleren und oberen Wasserschichten.

## Arten
Insgesamt gehören etwa 30 Arten zu der Gattung Brycinus. Dabei stellt die Gattung kein Monophylum dar, sondern wird in zwei Artengruppen unterteilt, die sich in ihrer Größe, Morphologie und der phylogenetischen Stellung unterscheiden.
Brycinus macrolepidotus-Artengruppe; großwüchsig, mit geschlossener Fontanelle in der Frontoparietale (ein Schädelknochen) und ohne einen die Afterflosse berührenden Geschlechtsdimorphismus.
- Brycinus batesii (Boulenger, 1903)
- Brycinus carmesinus (Nichols & Griscom, 1917)
- Brycinus grandisquamis (Boulenger, 1899)
- Brycinus leuciscus (Günther, 1867)
- Brycinus luteus (Roman, 1966)
- Brycinus macrolepidotus Valenciennes, 1850
- Brycinus poptae (Pellegrin, 1906)
- Brycinus rhodopleura (Boulenger, 1906)
- Brycinus schoutedeni (Boulenger, 1912)

Brycinus nurse-Artengruppe; mittelgroß, mit offener Fontanelle in der Frontoparietale der Jungfische und eine bei Männchen und Weibchen unterschiedliche Afterflossenform.
- Brycinus abeli (Fowler, 1936)
- Brycinus affinis (Günther, 1894)

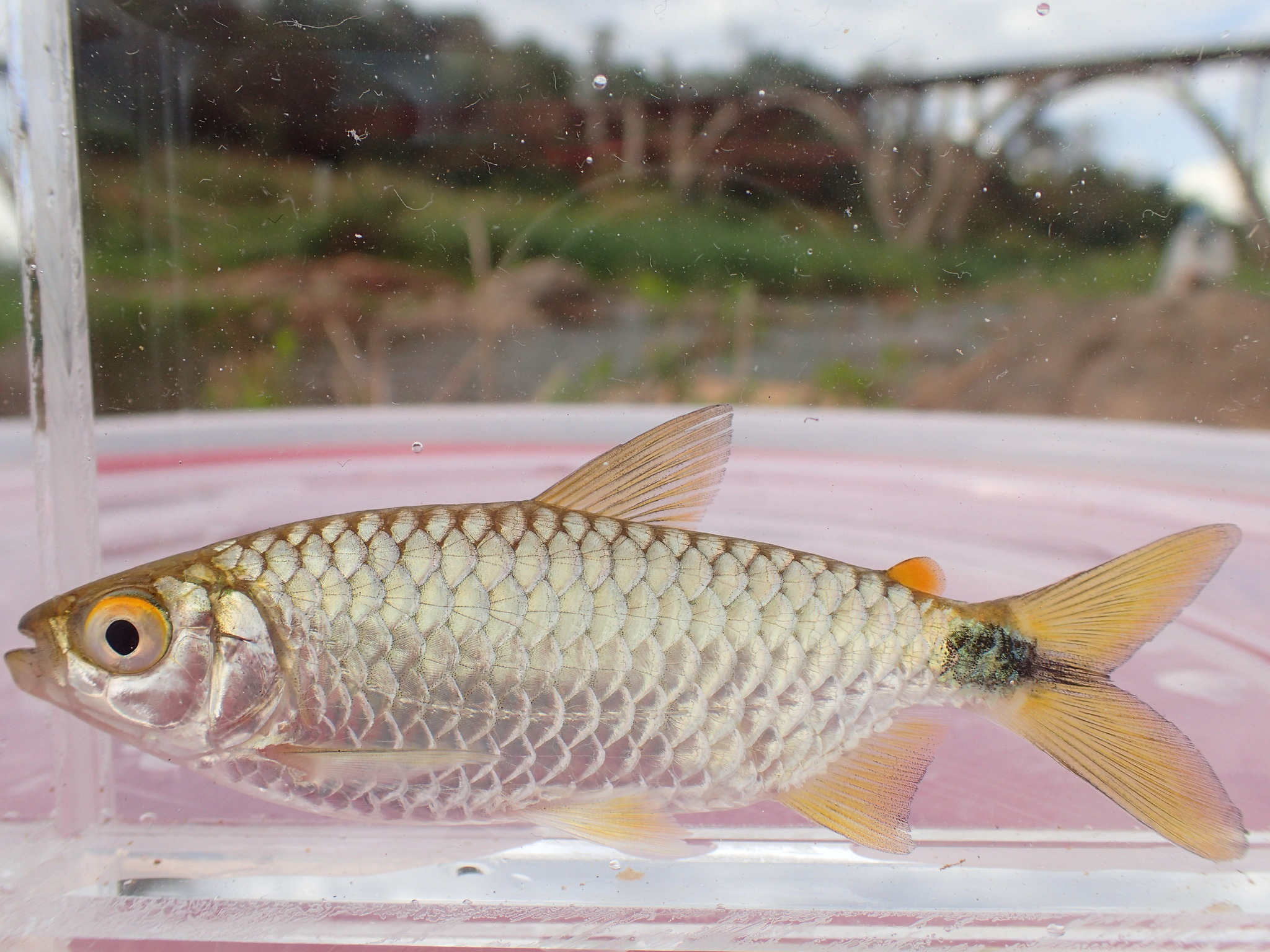
Brycinus imberi

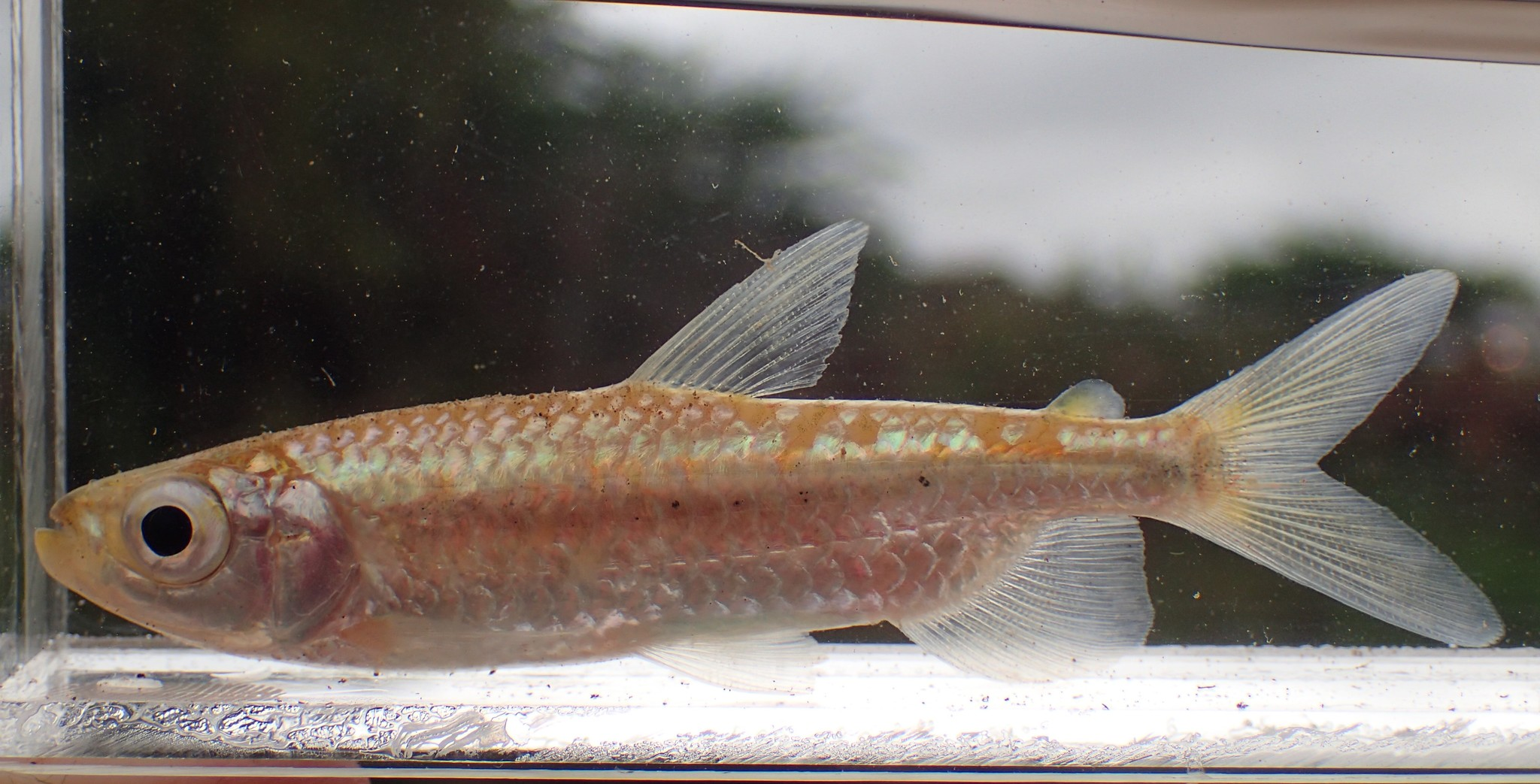
Brycinus lateralis

- Brycinus bimaculatus (Boulenger, 1899)
- Brycinus carolinae (Paugy & Lévêque, 1981)
- Brycinus comptus (Roberts & Stewart, 1976)
- Brycinus epuluensis Decru et al., 2016
- Brycinus ferox (A. J. Hopson & J. Hopson, 1982)
- Brycinus fwaensis Géry, 1995
- Brycinus humilis (Boulenger, 1905)
- Brycinus imberi (W. K. H. Peters, 1852)
- Brycinus jacksonii (Boulenger, 1912)
- Brycinus kingsleyae (Günther, 1896)Brycinus kingsleyae

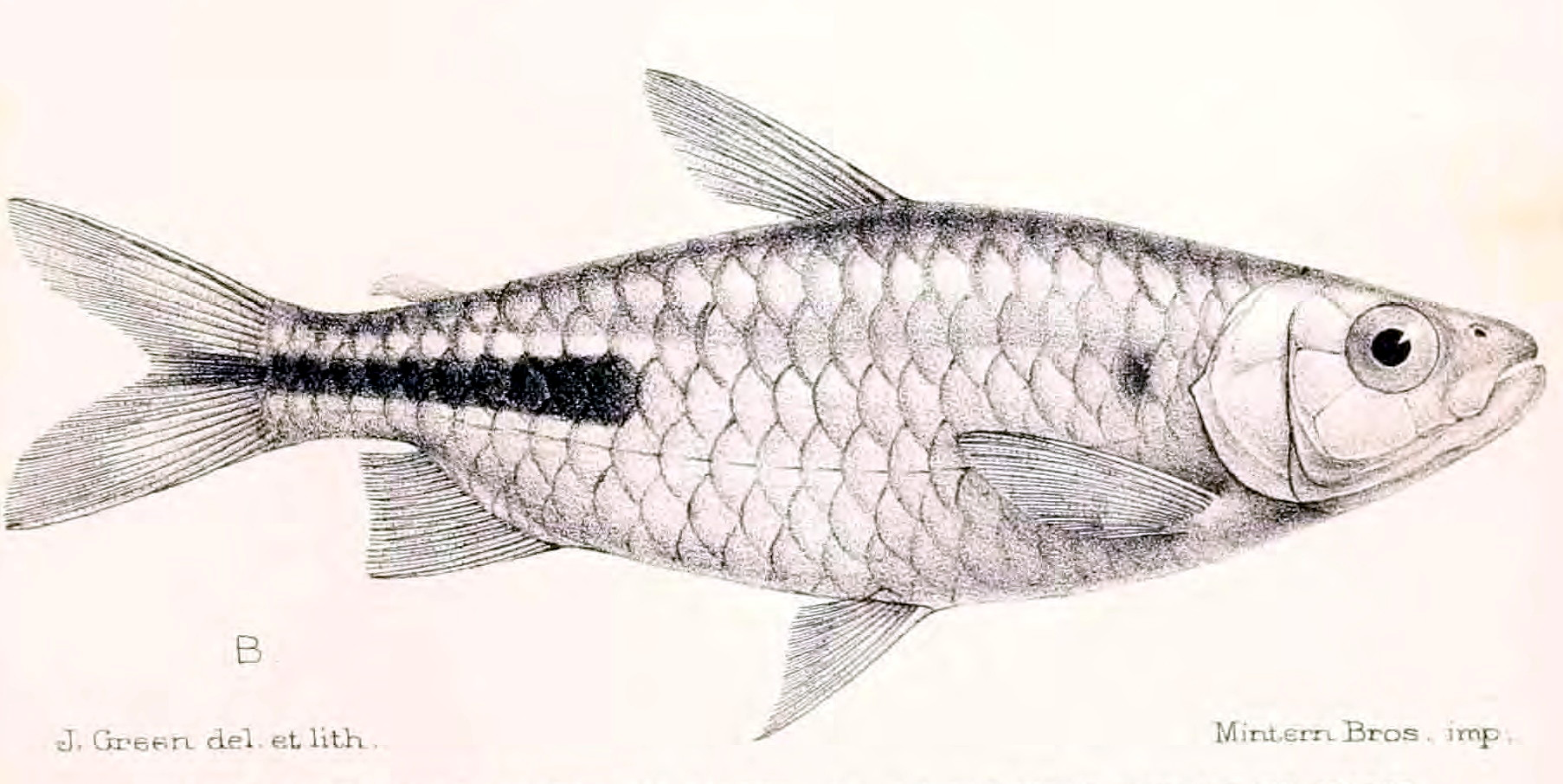
Brycinus kingsleyae

- Brycinus lateralis (Boulenger, 1900)
- Brycinus minutus (A. J. Hopson & J. Hopson, 1982)
- Brycinus nigricauda (Thys van den Audenaerde, 1974)
- Brycinus nurse (Rüppell, 1832)
- Brycinus opisthotaenia (Boulenger, 1903)Brycinus opisthotaenia

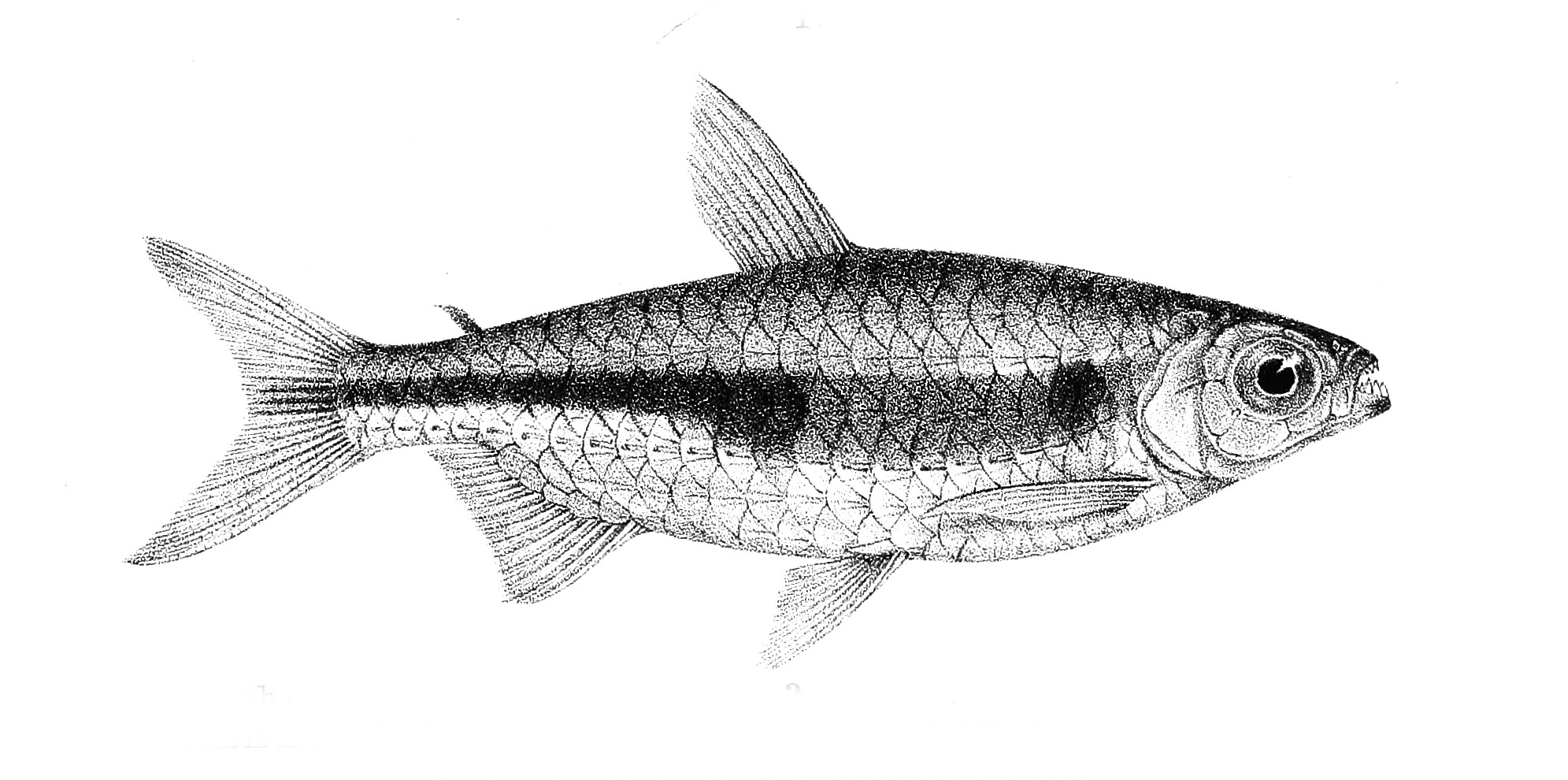
Brycinus opisthotaenia

- Brycinus peringueyi (Boulenger, 1923)
- Brycinus sadleri (Boulenger, 1906)
- Brycinus taeniurus (Günther, 1867)

Die ehemalige Brycinus longipinnis-Artengruppe um den aus der Aquaristik bekannten Langflossensalmler bildet inzwischen die eigenständige Gattung Bryconalestes, für die Brycinus nurse-Artengruppe wurde 2023 die Gattung Brachyalestes revalidiert.